# Muñoveros
Muñoveros ist ein Ort und eine Gemeinde (municipio) mit 145 Einwohnern (Stand: 2024) in der zentralspanischen Provinz Segovia in der Autonomen Region Kastilien-León. 

## Lage und Klima
Muñoveros liegt in der kastilischen Meseta in ca. 960 m Höhe ungefähr 28 Kilometer (Fahrtstrecke) nordwestlich der Provinzhauptstadt Segovia. Das Klima ist gemäßigt bis warm; Regen (59 mm/Jahr) fällt mit Ausnahme der trockenen Sommermonate übers Jahr verteilt.

## Bevölkerungsentwicklung
| Jahr      | 1970 | 1981 | 1991 | 2001 | 2011 | 2021 |
| Einwohner | 351  | 265  | 243  | 207  | 191  | 141  |

## Sehenswürdigkeiten

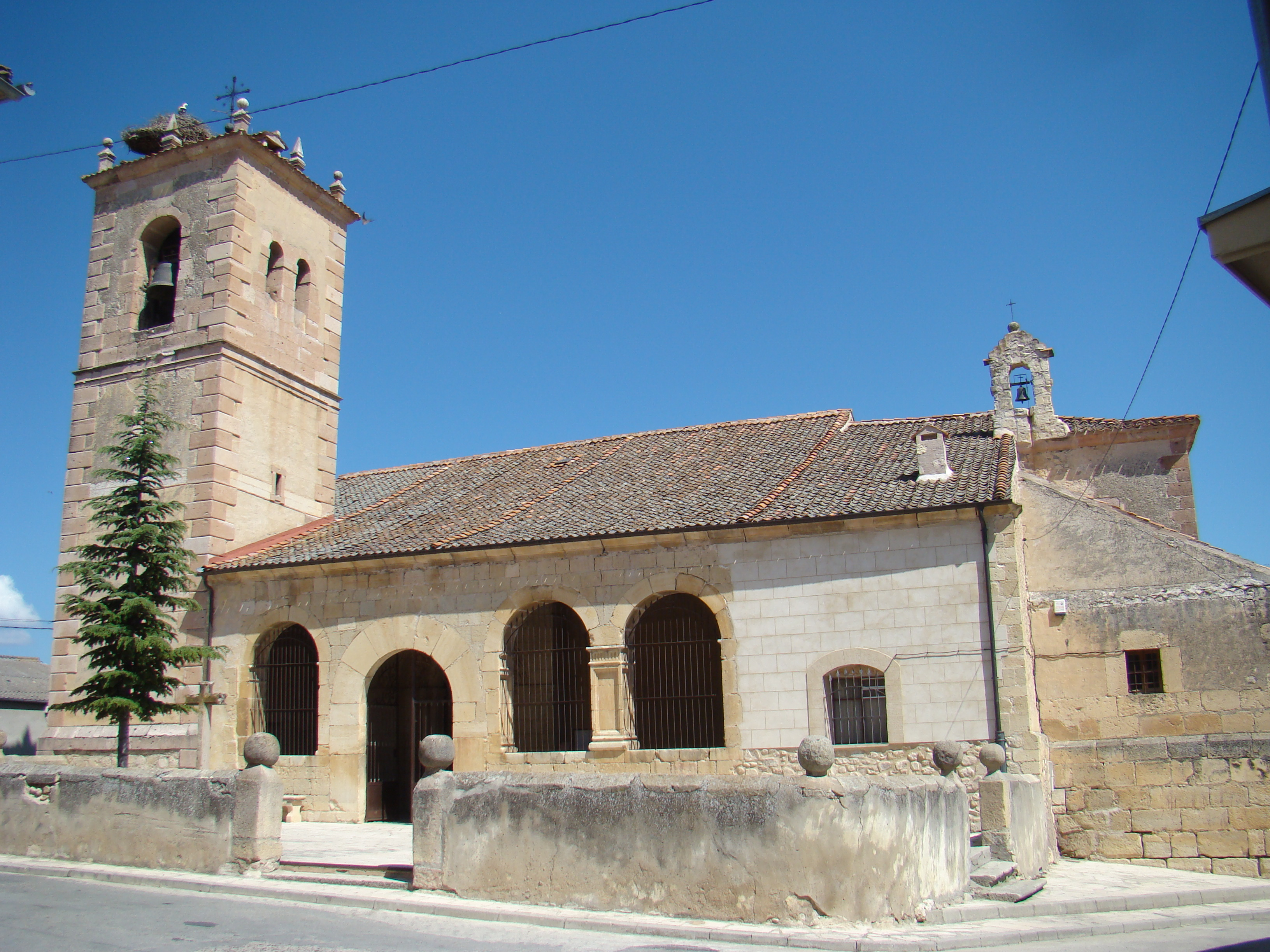
Felixkirche
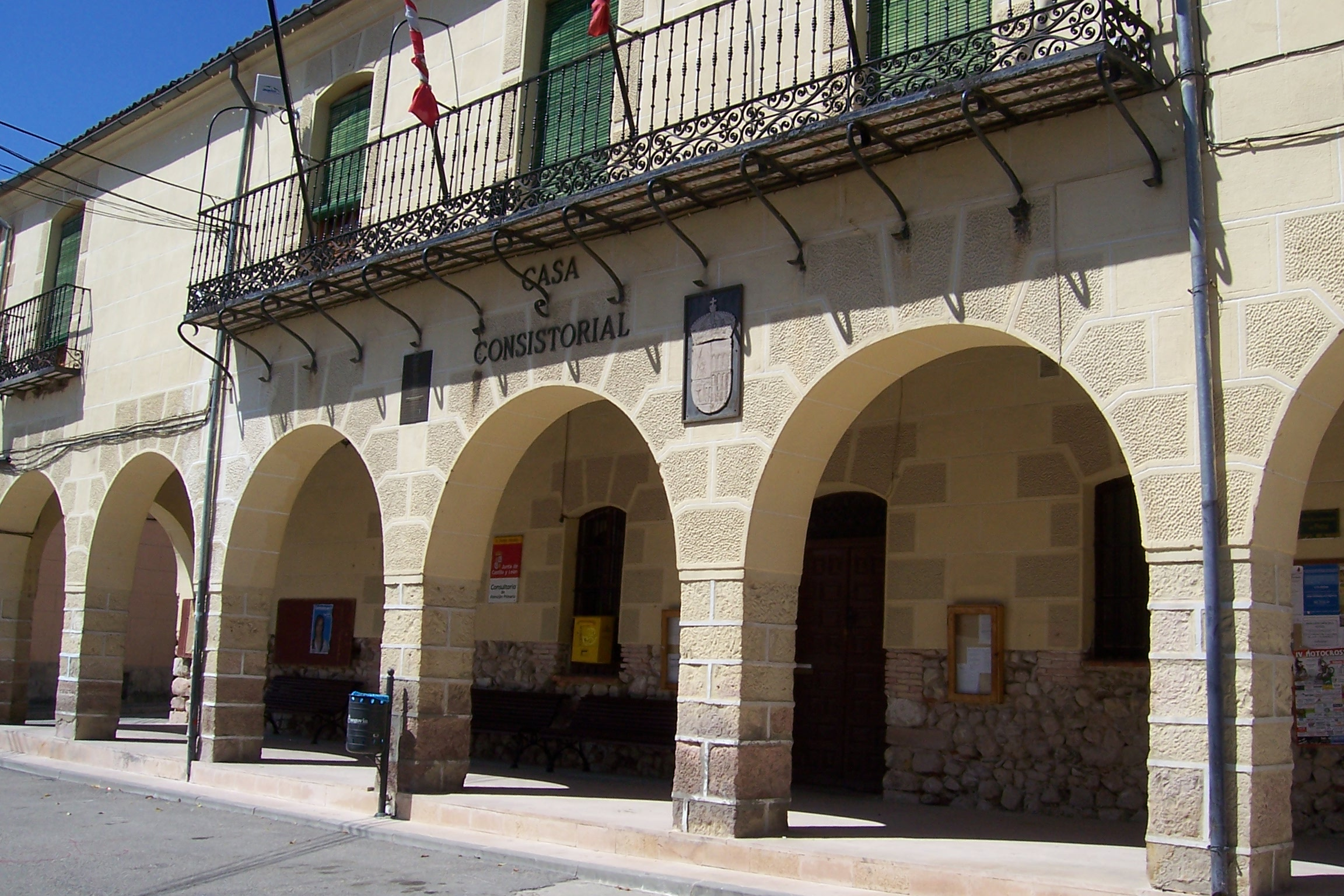
Marienkapelle

- Felixkirche
- Rathaus